# Aporcar

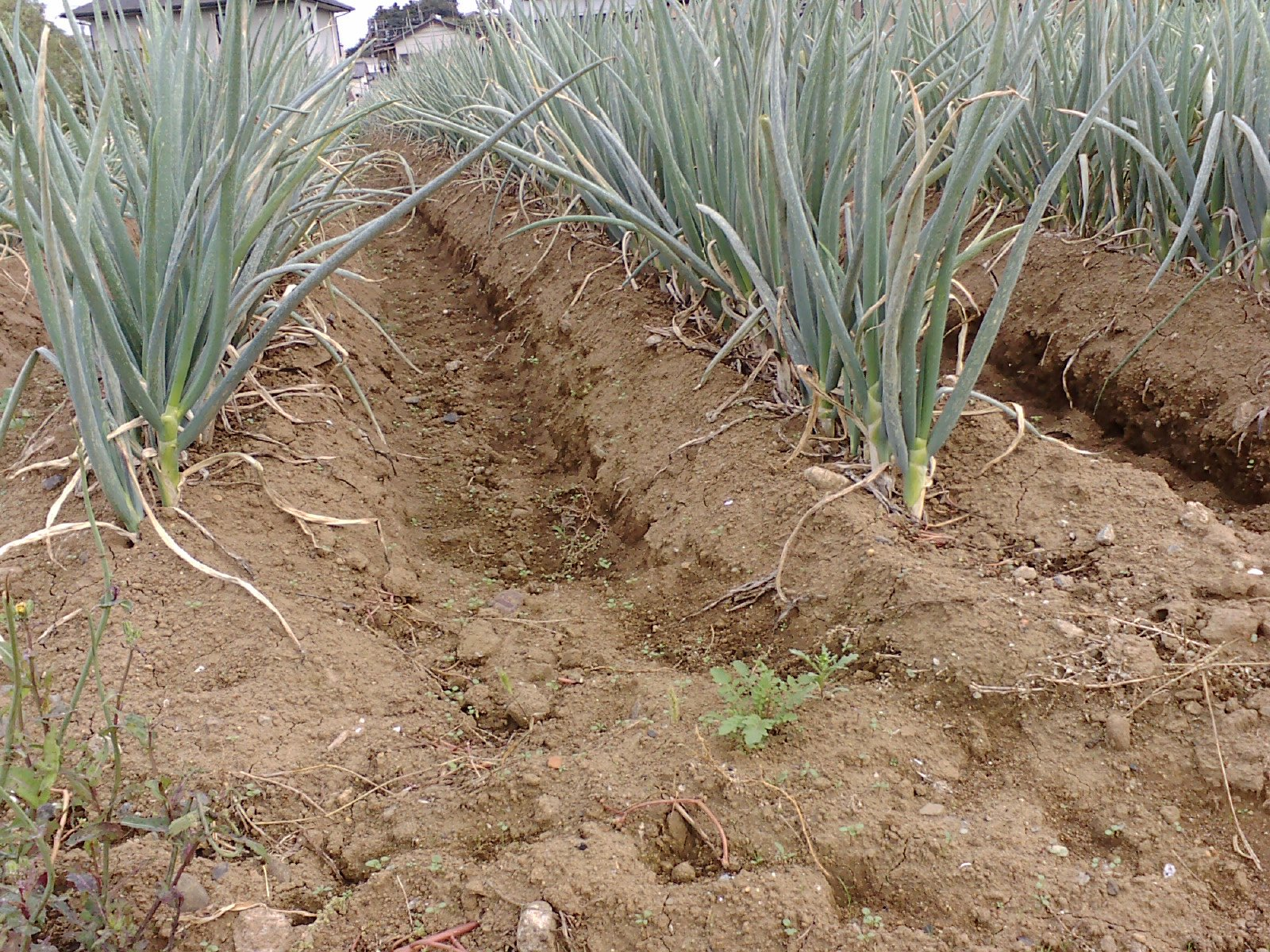
Aporque (Japanese Une 畝) arado con una azada para obtener cebolletas para aumentar el rendimiento de los cultivos.

Aporcar, poner a tierra, acogombrar o acohombrar es la técnica en agricultura y horticultura de apilar tierra alrededor de la base de una planta. Se puede hacer a mano (generalmente con una azada) o con maquinaria motorizada, generalmente un accesorio de tractor.
El aporque entierra la parte de la planta que normalmente se encuentra por encima del suelo, lo que promueve el crecimiento deseado. Esto puede estimular el desarrollo de tubérculos adicionales (como con las papas), obligar a la planta a crecer tallos más largos (puerros), o para algunos cultivos (achicoria, puerros, espárragos, etc.) esta técnica de blanqueo mantiene los tallos o brotes pálidos y tiernos o influye en su gusto.

Cultivo de remolacha azucarera mediante el método de cultivo en aporque. Utilizado en Rusia, Alemania, Francia, Ucrania, Turquía, China, Polonia y, a veces, Egipto

El aporque también se puede utilizar para estabilizar los tallos de los cultivos que son fácilmente perturbados por el viento.

## Arado
En particular, los cultivos de aporque se utilizan en caso de acumulación de humedad en el suelo. El arado adecuado crea surcos y presas en la dirección de la pendiente natural. Luego puede plantar en los aporques más secos. En el caso de los cultivos de papa, rábano picante y espárragos, el cultivo en represas se realiza independientemente de cuestiones de suministro de agua para facilitar la cosecha.

### Equipo
Un arado estriado motorizado tiene una parte simétrica en el cuerpo del arado que penetra en la tierra con su punta y una vertedera que gira a izquierda y derecha. Esto crea surcos entre los cuales la tierra arrojada forma presas, como las que se requieren en el cultivo de papa y espárrago. Las vertederas de los arados estriados son parcialmente ajustables para cambiar el tamaño de la presa. Otras construcciones tienen varias clavijas con rodillos de cadena, que aseguran una adecuada consolidación de las presas y crean un suelo fino para una emergencia segura de las semillas. Estos arados están construidos para 4 terraplenes o para 6 terraplenes y pueden proporcionar una separación entre terraplenes de 90 a 45 cm. Los dispositivos modernos a menudo se diseñan como un cortador de crestas. Aseguran una presa de tierra en gran parte libre de terrones incluso en condiciones bastante secas.

## Ejemplos
Una aplicación común del aporque es para las patatas. Los tubérculos crecen justo debajo de la superficie y pueden producir clorofila y solanina si se exponen a la luz (papas verdes). La solanina es tóxica en grandes dosis y puede provocar náuseas, dolor de cabeza y, en casos raros, la muerte. Aporcando una o más veces durante la temporada de crecimiento (efectivamente, enterrando las papas en unas pocas pulgadas adicionales de tierra) se mejora el rendimiento y la cosecha sigue siendo comestible.
En viñedos, al inicio del período invernal:
- Reduce el riesgo de daños por heladas. De hecho, la inercia térmica de la tierra forma un gradiente de calor. Hace más calor dentro del montículo de tierra.
- Facilita el flujo de agua (cuya presencia es importante debido a las precipitaciones durante el invierno). La evacuación se puede realizar mediante ranuras.
- Destruye las malas hierbas.

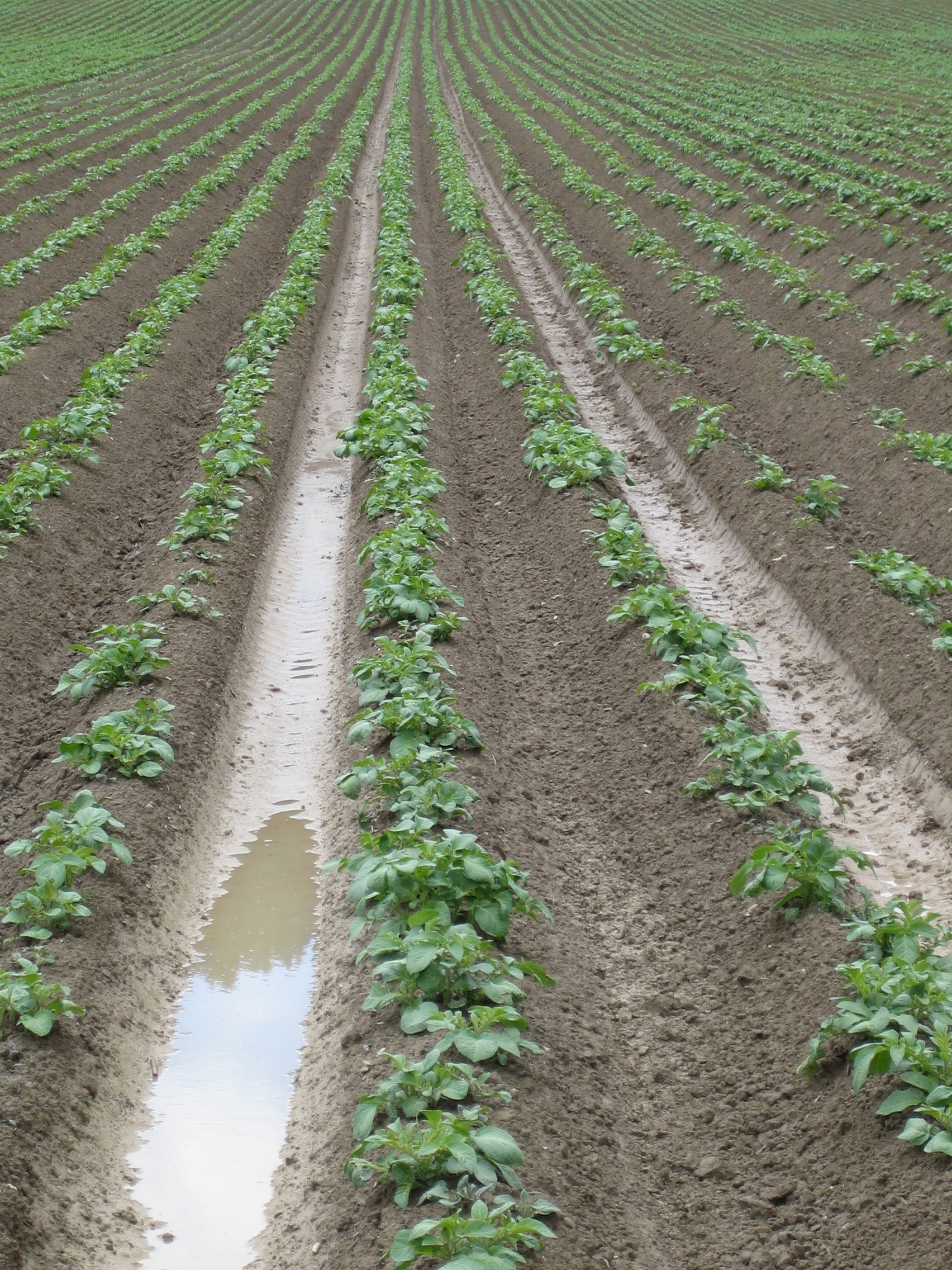
Campo de papa después de fuertes lluvias
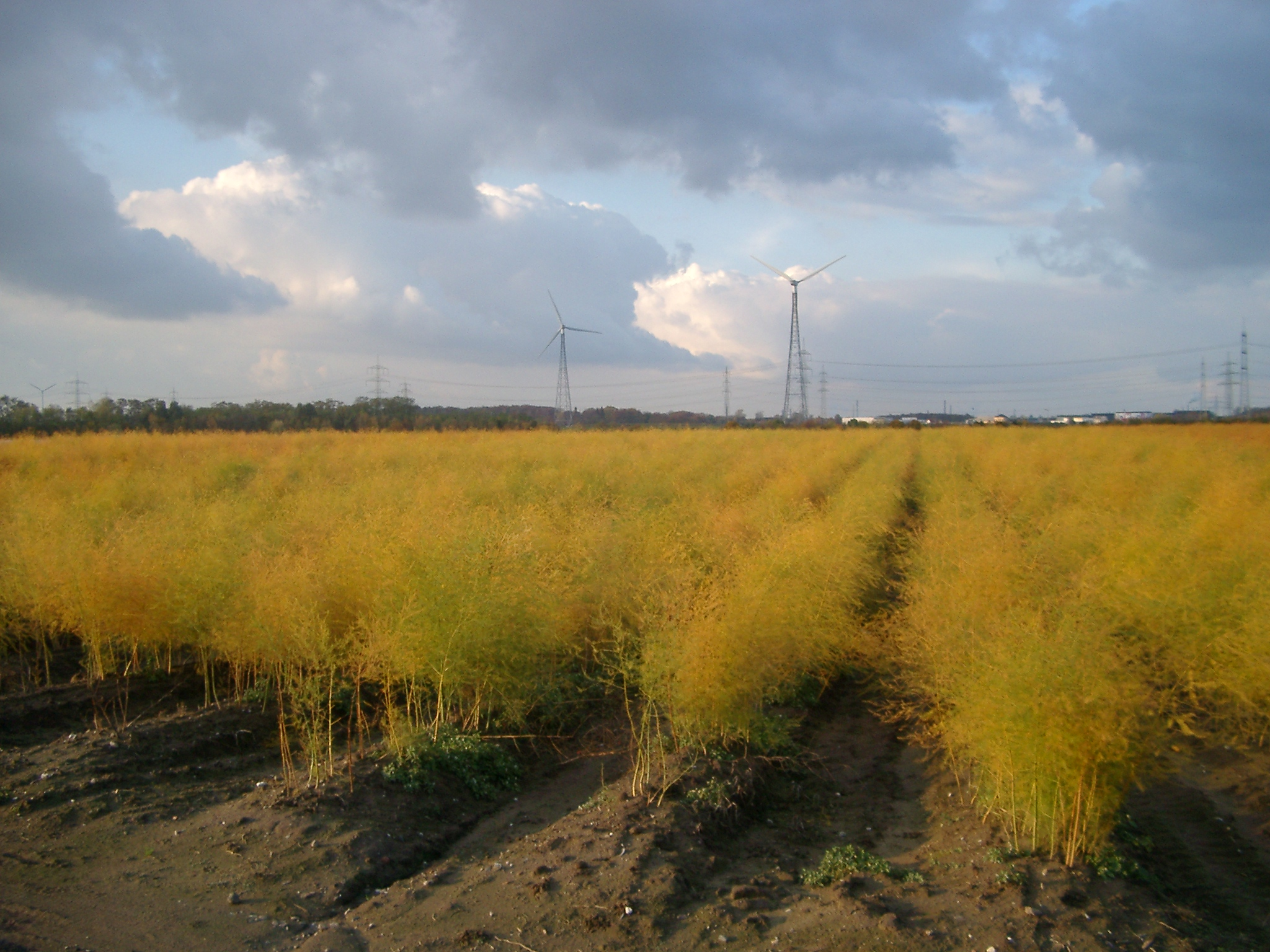
Campo de espárragos
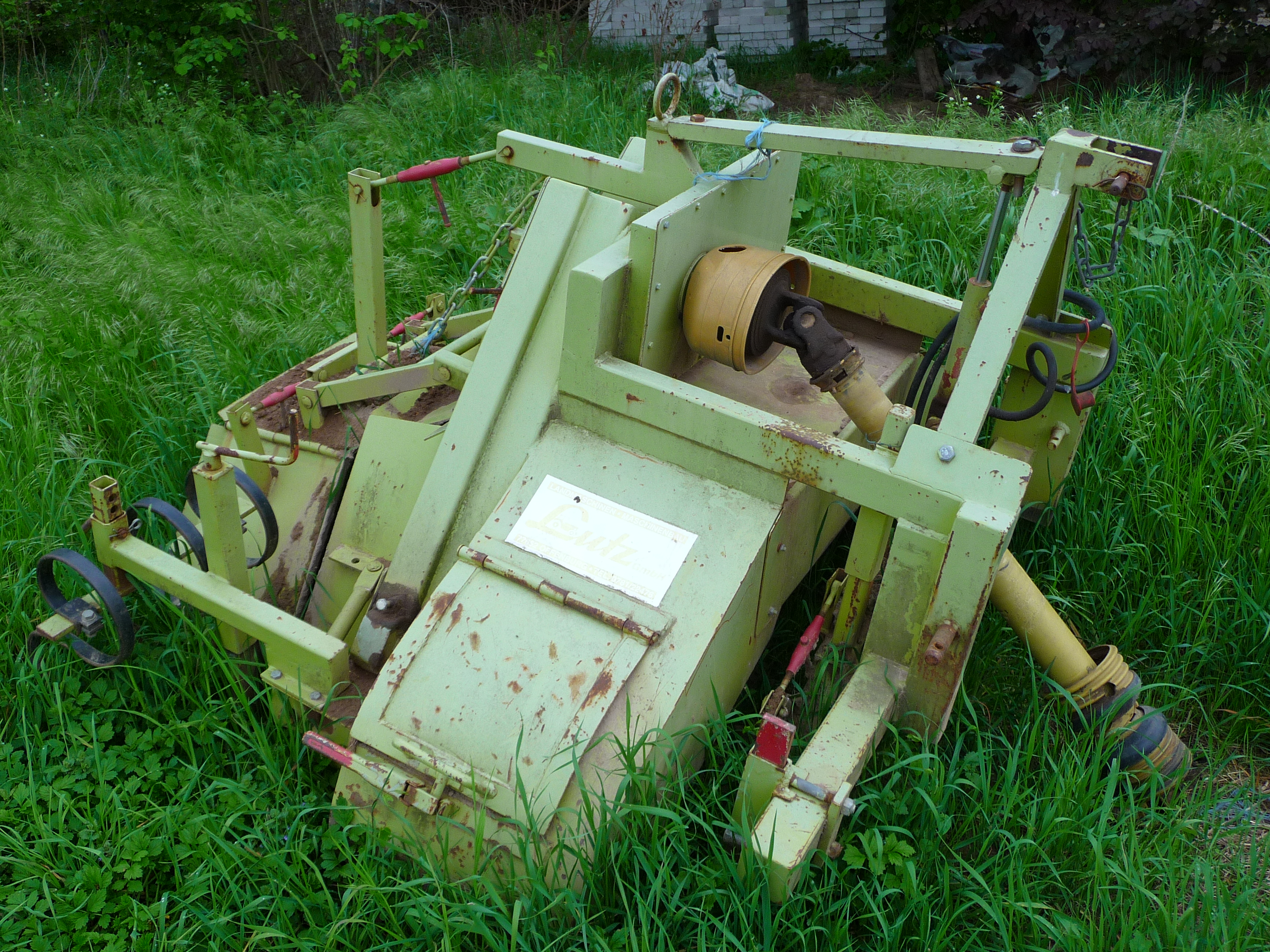
Cortador rotatorio de espárragos
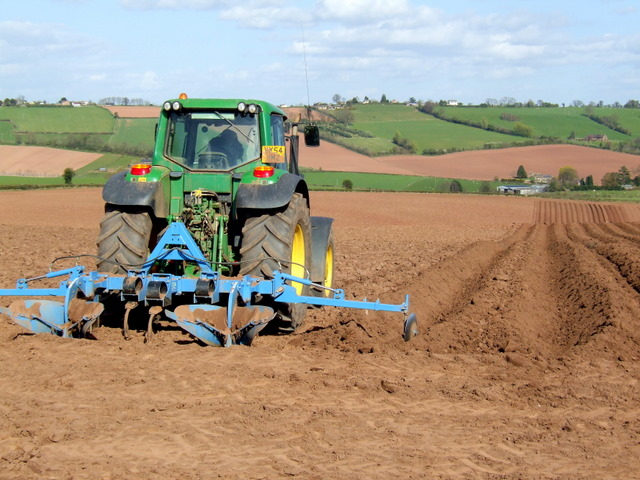
Arado de cuña
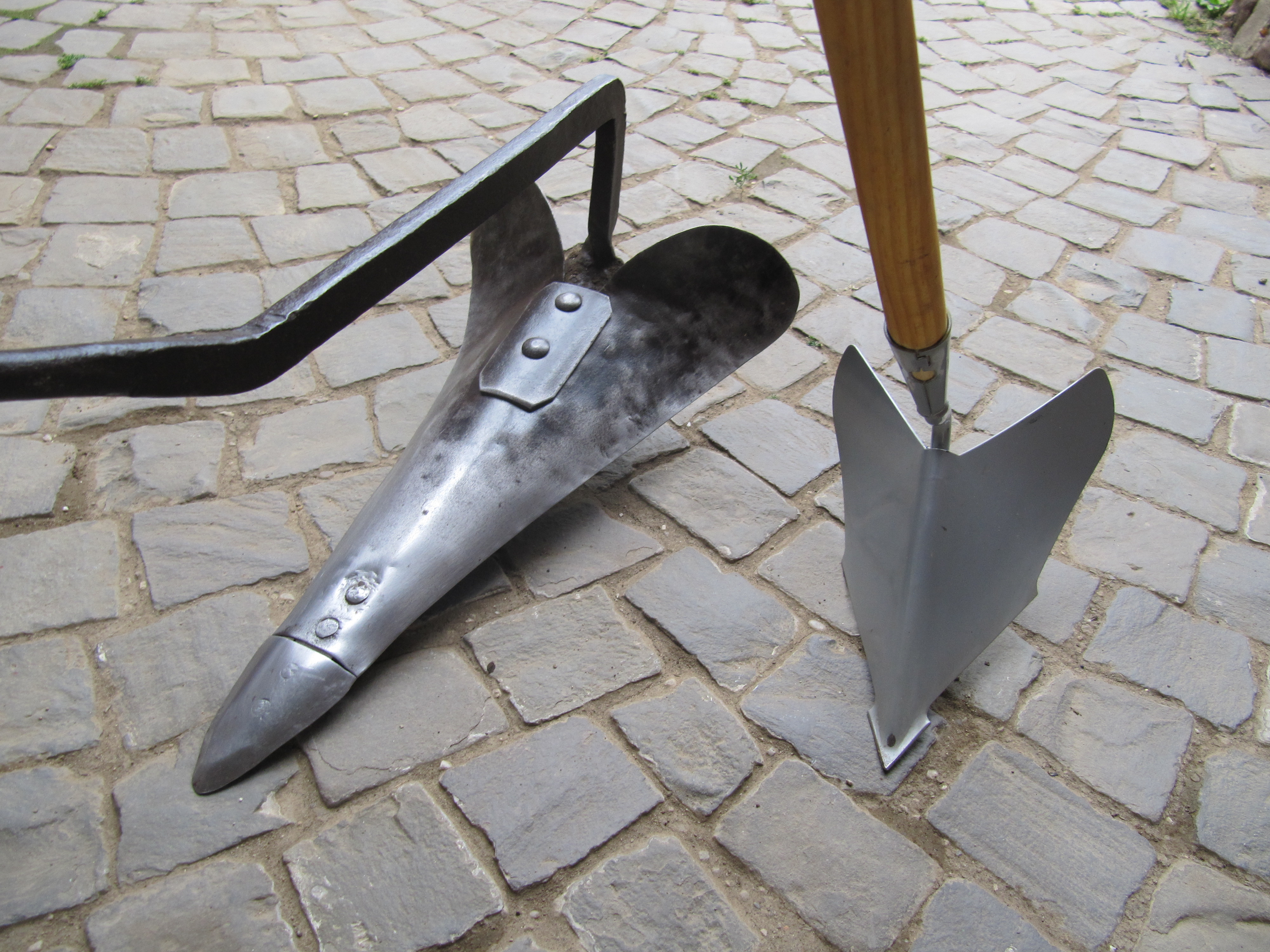
Dispositivos de surco para operación manual